# IDEF3
IDEF3 ou « Integrated DEFinition for Process Description Capture Method », c'est-à-dire « Méthode de définition intégrée pour la capture des descriptions de processus », est une méthode de modélisation de processus qui pour but de représenter graphiquement une séquence de comportements (tâches) et d'états en résultant.  Elle appartient à la famille des méthodes de modélisation IDEF, qui avaient été développées à l'origine pour l'armée américaine. Elle est à ce titre un complément à la méthode IDEF0 d'analyse fonctionnelle descendante.    
Néanmoins cette méthode, qui avait été mise au point dans le but de modéliser des systèmes logiciels, ne répond pas entièrement aux besoins de la modélisation de processus moderne